# Овона, Люсьен
Люсьен Фридолин Овона-Ндонг (фр. Lucien Fridolin Owona-Ndong; род. 9 августа 1990[…], Дуала) — камерунский футболист, защитник клуба «Гран-Тарахаль» и национальной сборной Камеруна.

## Карьера

### Клубная
Люсьен Овона — воспитанник спортивной академии Камрейл. В 2005 году дебютировал во взрослом футболе выступая за камерунский «Мателот». После годичного пребывания в камерунских клубах «Сетефе» и в клубе «Лез Астр», он подписал контракт с французским клубом ПСЖ 10 сентября 2009 года.
Однако в ПСЖ он выступал только в молодёжной команде, которая играла в любительском чемпионате. 31 января 2011 года Овона переехал в Испанию и присоединился во вторую команду «Реал Овьедо».. Несмотря на то, что он не играл в главной команде из-за бюрократических проблем, 28 мая того года он был заявлен за первую команду, которая выступала в Сегунде Б, в третьей по значимости лиге в Испании.
После ухода из Овьедо, Овона продолжал выступать на третьем испанском уровне, но также играл и рангом ниже в испанской Терсере, представляя «Ноху», «Арройо Полидепортиво», «Вильяновенсе» (два отрезка) и Саудаль Депортиво. В 2015 году, представляя «Вильяновенсе», он подвергся случаем проявления расизма со стороны болельщиков клуба «Реал Бетис Б».
17 января 2017 года Овона подписала контракт на два с половиной года с клубом испанской Сегунды «Алькоркон». Он сделал свой профессиональный дебют на следующий день, в проигранном домашнем матче Кубка Испании против «Алавеса» со счётом 0:2.
19 февраля 2017 года Овона забил свой первый гол за «Алькоркон», в домашней встрече против Реала Сарагосы, которая завершиилась со счётом 1:1 . 22 июля 2017 года он разорвал свой контракт с «Алькорконом», и всего через несколько часов он подписал трёхлетний контракт с другим клубом второго уровня «Альмерия».

### Международная
После того как он завершил выступления за молодёжную команду Камеруна, через несколько лет 20 мая 2017 года Овона был включен в предварительный состав из 30 футболистом сборной Камеруна для участия на Кубке конфедераций 2017 года в России. Девять дней спустя, он был включен главным тренером сборной Уго Броосом в окончательный список из 23 человек.
После того, как он не появлялся во время всего турнира, Овона провёл свой дебютный международный матч за главную сборную страны 13 июня 2017 года, в котором его команда со счётом 0:4 уступила сборной Колумбии.